# Hedgärdessjö
Hedgärdessjö är en sjö i Marks kommun i Västergötland och ingår i Viskans huvudavrinningsområde. Sjön är 29 meter djup, har en yta på 0,34 kvadratkilometer och är belägen 97,1 meter över havet. Sjön avvattnas av vattendraget Skrålabäcken. Vid provfiske har bland annat abborre, mört, nors och regnbåge fångats i sjön.

## Beskrivning
Sjön har tidigare hetat Skiesjön och Heasjön. I folkmun kallas den även ibland för Heagärdessjön eller Assbergssjön. Namnet kommer från gården Hedgärde (Heagärde) som ligger mellan sjön och Skene. I södra änden av sjön finns en allmän badplats med bryggor och en stor gräsyta och här har Skene Sim och Idrottssällskap en sportstuga. Härifrån utgår även ett flertal motionsspår.

## Delavrinningsområde
Hedgärdessjö ingår i det delavrinningsområde (638098-130994) som SMHI kallar för Utloppet av Hedgärdessjö. Medelhöjden är 114 meter över havet och ytan är 2,48 kvadratkilometer. Det finns inga avrinningsområden uppströms utan avrinningsområdet är högsta punkten. Skrålabäcken som avvattnar avrinningsområdet har biflödesordning 2, vilket innebär att vattnet flödar genom totalt 2 vattendrag innan det når havet efter 50 kilometer. Avrinningsområdet består mestadels av skog (57 procent) och jordbruk (13 procent). Avrinningsområdet har 0,34 kvadratkilometer vattenytor vilket ger det en sjöprocent på 3 procent. Bebyggelsen i området täcker en yta av 2,11 kvadratkilometer eller 18 procent av avrinningsområdet.

## Fisk
Vid provfiske har följande fisk fångats i sjön:
- Abborre
- Mört
- Nors
- Regnbåge
- Öring